# Mohrova sůl
Mohrova sůl (systematickým názvem hexahydrát síranu amonno-železnatého, vzorec (NH4)2Fe(SO4)2·6H2O) je chemická sloučenina, která patří mezi podvojné sírany typu MI2MII(SO4)2·6H2O, tzv. schoenity. Používá se jako mořidlo[zdroj?] a své uplatnění má i v analytické chemii.

## Vlastnosti
Mohrova sůl tvoří světle zelené až zelenomodré krystaly uspořádané v monoklinické mřížce. Krystalovou vodu ztrácí při zahřátí nad 100 °C, amoniak odštěpuje při teplotách nad 170 °C. Za běžných podmínek se jedná o velmi stálou látku, ve které je železnatý ion odolný vůči oxidaci vzdušným kyslíkem (například síran železnatý je vůči této oxidaci náchylnější). Tato stálost z ní činí látkou běžně využívanou v manganometrii, kde se využívá pro stanovení titru manganistanu draselného následující reakcí:
5 Fe2+ + MnO -
4  + 8 H+ → 5 Fe3+ + Mn2+ + 4 H2O

## Příprava
Mohrovu sůl je možné připravit reakcí roztoků síranu železnatého (zelené skalice) a síranu amonného ve stechiometrickém množství.
(NH4)2SO4 + FeSO4·7H2O → (NH4)2Fe(SO4)2·6H2O + H2O